# Looking for a Lady With Fangs and a Moustache
Looking for a Lady With Fangs and a Moustache é um filme de drama nepalês de 2019 escrito e dirigido por Khyentse Norbu e estrelado pelo ator amador Tsering Tashi Gyalthang no papel principal. O filme estreou no Festival Internacional de Cinema de Morelia de 2019.

## Elenco
- Tsering Tashi Gyalthang como Tenzin
- Tulku Kungzang como Jachung
- Ngawang Tenzin como monge
- Orgen Tobgyal Rinpoche como mestre

## Produção
O filme foi escrito e dirigido por Khyentse Norbu, que queria "explorar alguns dos últimos resíduos genuínos do misticismo tibetano". Max Dipesh Khatri e Rabindra Singh Baniya atuaram como produtores do filme, enquanto Zhuangzhuang Tian, Olivia Harrison, Ram Raju, Aona Liu e Kate McCreery foram creditados como produtores executivos. Norbu trabalhou exclusivamente com atores não profissionais, e as filmagens aconteceram em Katmandu.

## Lançamento
A Abramorama garantiu os direitos de distribuição de Looking for a Lady With Fangs and a Moustache. O filme teve sua "estreia virtual ao vivo" em 8 de abril de 2021, no Rubin Museum of Art, na cidade de Nova Iorque.

## Recepção
No agregador de críticas Rotten Tomatoes, o filme tem um índice de aprovação de 91% com base em 11 críticas. O Metacritic, que atribui uma classificação normalizada na faixa de 0 a 100 com base nas avaliações dos principais críticos, calculou uma pontuação média de 67 com base em quatro avaliações, indicando uma recepção "geralmente favorável". Dennis Harvey, da Variety, chamou o filme de "sedutor", enquanto Michael Rechtshaffen, do Los Angeles Times, achou-o "intrigante e distinto". O crítico do Film Threat, Alex Saveliev, comparou o filme a "uma confissão prolongada em um templo budista". Nicolas Rapold, do The New York Times, criticou o desempenho "inconstante" do ator principal e acrescentou que "a tendência da produção cinematográfica parecia estar aquém da transcendência imaginada por sua história".